# Лос Алтитос, Меса де лос Паредонес (Топија)
Лос Алтитос, Меса де лос Паредонес (шп. Los Altitos, Mesa de los Paredones) насеље је у Мексику у савезној држави Дуранго у општини Топија. Насеље се налази на надморској висини од 610 м.

## Становништво
Према подацима из 2010. године у насељу је живело 6 становника.

### Хронологија
| Година       | 2000        | 2005 | 2010 |
| ------------ | ----------- | ---- | ---- |
| Становништво | 15 (11 / 4) | 5    | 6    |

### Попис
| # | Индикатор                     | Вредност |
| - | ----------------------------- | -------- |
| 1 | Укупно домаћинстава           | 3        |
| 2 | Укупно насељених домаћинстава | 1        |
| 3 | Величина локације             | 1        |